# Celia Villalobos Talero
Celia Villalobos Talero (Benalmádena, Màlaga, 18 d'abril de 1949) és una política espanyola membre del Partit Popular. Fou Ministra de Sanitat i Consum en el segon govern de José María Aznar.
Va estudiar dret a la Universitat de Sevilla, si bé no va acabar la carrera. Aconseguí la seva primera acta de diputada al Congrés dels Diputats en les eleccions generals de 1986 en representació de la província de Màlaga, sent reescollida en les eleccions de 1989, 1993, 1996, 2000 i 2004.
Renuncià a la seva acta de diputada a Madrid el juny de 1994 per esdevenir la candidata número 2 del PP en les eleccions europees de 1994, en les quals fou escollida eurodiputada al Parlament Europeu i fou nomenada presidenta de la Comissió de Treball del Parlament Europeu. L'any 1995 va guanyar les eleccions a l'ajuntament de Màlaga de forma molt ajustada, però en les noves eleccions de 1999 va obtenir la majoria absoluta. El 27 d'abril de 2000 cedí l'alcadia a Francisco de la Torre per participar en el segon govern d'Aznar. En aquest govern fou nomenada Ministra de Sanitat el 28 d'abril de 2000, càrrec que exercí fins al 10 de juliol del 2002. El seu paper en el ministeri aconseguí la descentralització total de la Sanitat a favor de les comunitats autònomes.
Representant de la part més propera a posicions socialdemòcrates del seu partit, s'ha guanyat fama de rebel quan es tracten temes socials a l'haver actuat diverses vegades de forma diferent a l'establerta pel partit. Així, l'any 1997 va trencar la disciplina de vot en el debat d'una proposició de llei sobre la regulació de les parelles de fet, es va absentar del Congrés en la votació en contra de l'ampliació de l'avortament i a l'abril de 2005 va ser sancionada econòmicament per votar, per segona vegada, a favor de la legalització del matrimoni entre persones del mateix sexe.
El 20 de febrer de 2019 Villalobos va anunciar durant una connexió en directe amb el programa d'Antena 3 'Espejo Público', que deixava la política.